# Nicolas Ruyssen
Nicolas Joseph Ruyssen , né le 26 mars 1757 à Hazebrouck et mort le 7 mai 1826 au Mont des Cats, est un artiste peintre français. Il est le fils de Nicolas Ruyssen et Monique Maes.

## Biographie
Premier prix de l'académie des beaux-arts à Saint-Omer en 1775, il séjourne à Paris pendant 6 ans, puis à Rome à l'école française des Beaux-Arts. Anne-Louis-Alexandre de Montmorency (maison de Montmorency), propriétaire du château de Morbecque, le soutient financièrement à ses débuts en le logeant dans son hôtel parisien.
Il retourne en France en juin 1791.
À la Révolution française, il se réfugie en Angleterre. En 1803 il publie un cours d'anatomie d'après les cartons de Raphaël que possède la famille de Windsor et, devient maître de dessin à la Cour de  George III.
Il regagne la France en 1814 et fait des restaurations de tableaux et peint quelques toiles pour l'église d'Hazebrouck.

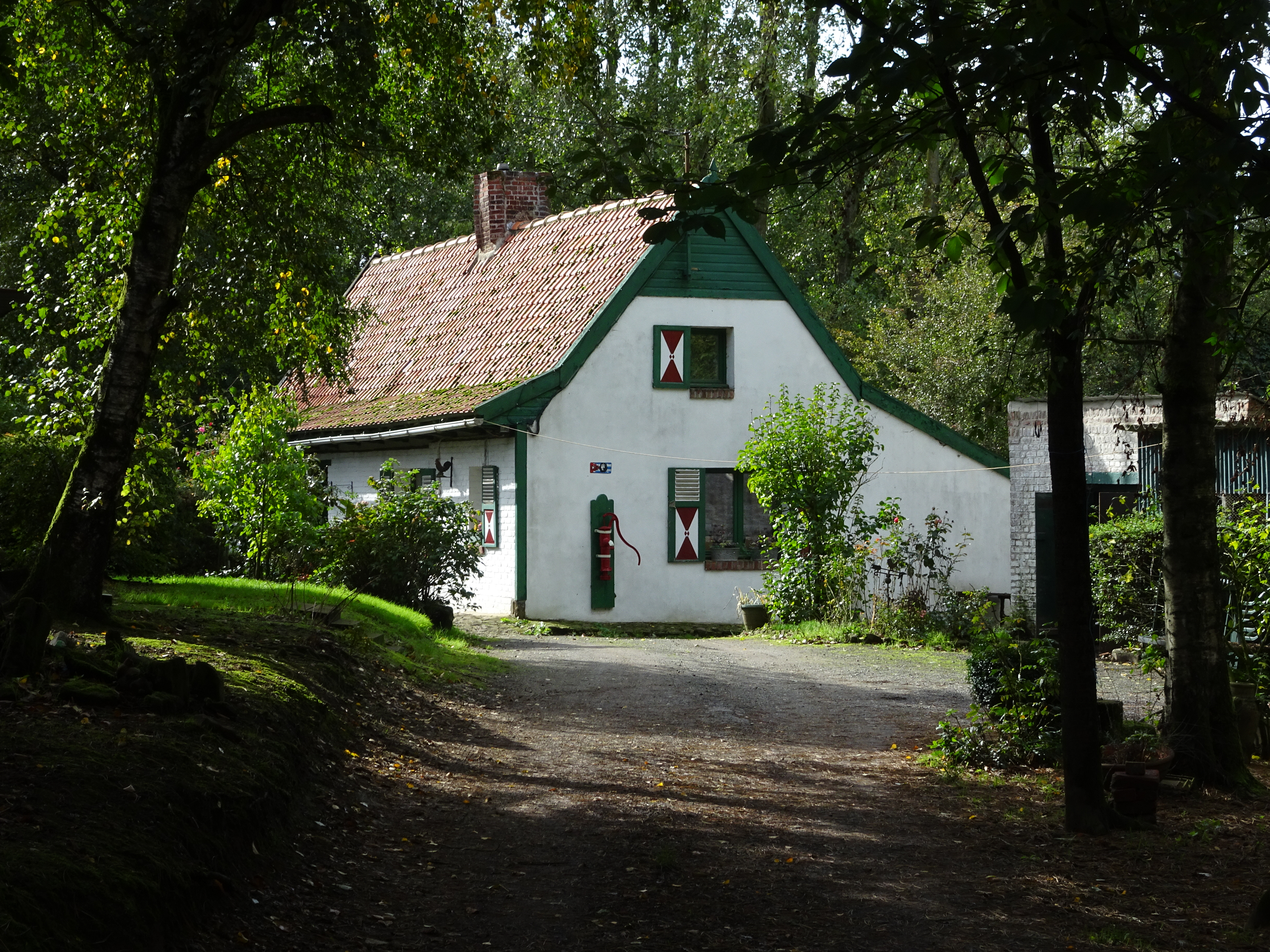
Maison de Nicolas Ruyssen à Godewaersvelde

En 1819 il achète les ruines de l'ancien ermitage des Antonins au Mont des Cats afin d'y fonder une école. En 1821, avec l'aide des Frères des Écoles chrétiennes de Saint-Omer, il y installe une école.
En 1826 l'école devient un monastère. Le 8 mai 1826, quelques mois après l'arrivée des moines, Nicolas Ruyssen meurt et est enterré dans l'oratoire du monastère. Lors de la construction du nouveau monastère, on transféra son corps qui repose depuis lors dans l'église du Mont des Cats .
C'est sous son impulsion que démarre l'Abbaye du Mont des Cats.
Cinq de ses tableaux sont conservés au musée d'Hazebrouck.

## Nécrologie
« C'est parce que vous avez été pénétrés de cette salutaire pensée, Messieurs, que vous avez voulu donner une place dans votre programme à l'éloge d'un homme dont vous connaissez peu les œuvres artistiques, malheureusement dispersées, mais dont vous avez appris à estimer le nom, honoré dans le pays par l'acte de bienfaisance auquel il se rattache.
Je veux parler de Ruyssen.
Un de vos collègues, conduit par la curiosité, visita l'été dernier le couvent des Trappistes du Mont-des-Kattes ; à son retour, il vous raconta ses impressions, il vous dit l'émotion qu'il avait éprouvée en assistant aux exercices religieux, l'admiration dont il avait été saisi à la vue des résultats agricoles de ces modestes pères qui avaient, en peu d'années, transformé le sol le plus ingrat en une terre fertile, et appelé l'instruction et l'aisance au milieu d'une population qui croupissait avant eux, dans l'ignorance et la misère ; enfin, il vous rapporta l'épitaphe inscrite sur le tombeau du fondateur de cette maison ; elle portait le nom de Nicolas-Joseph Ruyssen, qui, de son vivant, avait été peintre et professeur des filles du roi d'Angleterre Georges III.
La qualité de Ruyssen, enfant du Nord, le mérite artistique que lui supposait la haute confiance d'un monarque, l'importance de l'établissement créé par ses soins, tout se réunissait pour appeler votre attention sur l'homme que le hasard vous avait révélé, et vous avez voulu qu'un concours public fit connaître au pays sa vie et ses ouvrages.
Deux concurrents se sont présentés pour la médaille offerte à l'auteur du meilleur mémoire, et s'ils n'ont pas complètement atteint le but que vous vous étiez proposé, au moins les intéressants détails biographiques qu'ils ont donnés, joints aux renseignements que votre rapporteur a puisés à des sources étrangères au concours, vous ont mis à même d'ajouter un nom glorieux à la galerie que vous avez ouverte aux artistes du Nord, galerie inaugurée par Wicar et où n'a pas tardé à le suivre le sculpteur Roland. 
Nicolas Ruyssen, fils d'un modeste jardinier d'Hazebrouck, gardait, à l'âge de treize ans, les vaches d'un cultivateur de Morbecque, village de la Flandre, où M. le prince de Montmorency-Robecq avait une résidence d'été.
C'est une remarque, Messieurs, justifiée par bien des exemples, que cette profonde solitude dans laquelle on laisse un enfant, d'ail leurs heureusement doué, doit merveilleusement développer ses dis positions naturelles, et le pousser à des idées qu'une volonté ferme finit par rendre des réalités. Que de rêves brillants sur la splendeur de la tiare, les prestiges du théâtre, la gloire et les dangers des voyages durent nourrir l'isolement de Félix Peretti, de Shakespeare, de Jamerai Duval, pâtres dans leur enfance comme Ruyssen ?
Pour lui, ce qui occupait surtout sa pensée, c'était le clocher de l'église qui faisait étinceler son coq de cuivre au soleil, le vieux pommier dont le feuillage frissonnait au vent, et la vache paisible qui se couchait sous l'abri de son branchage touffu à l'heure où l'ombre est plus agréable aux troupeaux, et il dessinait tout cela avec de la craie ou du charbon.
Le hasard fit tomber ses dessins dans les mains d'un officier de la maison qui présenta le jeune artiste au prince. Ce dernier, homme bienveillant, amateur éclaire des arts, reconnut d'un coup-d'œil l'aptitude remarquable de Ruyssen ; il se hâta de l'enlever à ses vaches et il l'envoya apprendre l'art du dessin à Saint-Omer, puis enfin se perfectionner à Paris, dans l'atelier du peintre Simon, pendant six années. Ce n'était pas assez pour le prince de Robecq, heureux devoir s'épanouir complètement le talent qu'il avait su deviner, il assigna à son protégé une pension de 1,200 livres, à l'aide de laquelle ce dernier put fréquenter l'école française des Beaux-Arts à Rome, où il connut David et notre Wicar, où il se lia d'une étroite amitié avec le célèbre sculpteur Flaxman.
Il ne reste que peu de traces des ouvrages de Ruyssen durant la période qui a précédé la révolution.
Un beau portrait du prince de Robecq, premier gage d'une reconnaissance sans bornes, et un tableau de David tenant la tête de Goliath, qu'il donna à M. de la Bazèque, neveu du prince, sont les seuls morceaux capitaux de cette époque.
Ruyssen revint en France en 1791. Ce n'était plus le petit paysan gauche, au jargon mi-français, mi-flamand, qu'on retrouve dans le journal de son voyage à Rome, c'était un homme aux manières déjà élégantes, qui devait acquérir dans la noble maison où il était reçu comme ami, ces formes distinguées qui firent dire plus tard de lui que c'était un vrai gentilhomme ; il voulut suivre en Belgique ses bienfaiteurs qui fuyaient la révolution française, il s'établit au château de Reninghelst près d'Ypres, chez le comte de la Razèque.
Les esquisses encore existantes de deux tableaux, malheureusement détruits, font foi des rapports vraiment intimes qui régnaient entre l'artiste et la famille de Robecq.
La première représente l'arrivée du peintre au château, où il reçoit l'accueil le plus flatteur de tous les habitants ; la seconde représente la famille de Robecq visitant le peintre dans son atelier. Les ligures de ces scènes d'intérieur sont groupés avec un art parfait.
Les tableaux, disons-nous, ont été détruits au moins dans leur ensemble, car on assure que les tètes des personnages, découpées sur la toile, sont conservées par ceux qu'elles intéressent ; la famille, dit-on, n'aurait pas reculé par une mutilation volontaire devant le sentiment qui animait la mauvaise mère du jugement de Salomon.
Si on s'en rapporte aune autre version, on devrait attribuer la lacération des tableaux aux troupes de Vandamme, qui, après la bataille d'Hondscboote, firent irruption dans le château.
La Belgique bientôt ne parut plus un lieu assez sûr aux amis de Ruyssen ; ils passèrent en Hollande, puis en Angleterre. Ruyssen les suivit partout ; fils du peuple, il n'avait pourtant rien à craindre de la révolution. La protection de l'État pouvait remplacer pour l'artiste le patronage des grands seigneurs ; il crut, et personne ne lui fera un crime de ce sentiment, il crut que sa patrie était désormais la terre qui offrait un asile à d'anciens protecteurs qui pouvaient avoir besoin de ses services.
On sait à quelles cruelles privations furent exposés les émigrés, qui ne trouvaient ni dans leurs talents ni dans les ressources de leur esprit les moyens d'assurer leur existence ; Ruyssen lui-même fut un instant soumis à de tristes épreuves, mais il eut le bonheur de rencontrer un compatriote établi à Londres et qui le produisit dans le monde. Il donna des leçons de dessin à l'aide d'une méthode, sinon inventée par lui, du moins introduite pour la première fois dans le pays et par laquelle il traçait les figures avec une rectitude anatomique.
Ce procédé fit fortune; on ne parla bientôt plus que de Ruyssen, et il devint tellement à la mode que le roi Georges III lui confia l'éducation artistique de ses filles.
Nous avons dit que Ruyssen était d'une grande distinction de manières; il gagna l'affection de toute la famille Royale, à tel point que la reine fit faire pour lui son portrait par Willam Buikley, et que les princesses, ses filles, lui donnèrent différents ouvrages en tapisserie, travaillés de leurs mains.
La première pensée de Ruyssen, devenu riche, fut de venir en aide à la famille de Robecq, qui ne refusa pas ses secours.
Ainsi, quand la patrie était en proie aux divisions, sur la terre d'exil, la main du fils du jardinier dans la main du grand seigneur consacrait, de la manière la plus touchante, le dogme saint de la fraternité.
Ruyssen paraissait désormais fixé en Angleterre, où sa réputation ne faisait que s'accroître et, avec sa réputation, sa fortune; mais on le vit regagner la France, en 1810, poursuivi par une idée qu'il n'avait pu réaliser qu'imparfaitement en Angleterre, celle de rendre libéralement le bien qu'on lui avait fait ; son cœur débordait de reconnaissance pour ses bienfaiteurs, envers lesquels il ne se croyait pas encore quitte, pour son beau pays, sa Flandre chérie qui avait souri à ses premiers essais.
Dans sa naïveté, il voulut d'abord trouver un enfant pauvre, heureusement doué pour le dessin, et dont il pût faire un autre lui-même. Ses recherches ayant été vaines, il ouvrit une école de dessin pour amener le goût des arts ; nouvelle déception. Il se demanda alors s'il ne ferait pas une action également sainte en assurant l'instruction à tant de pauvres familles qui en étaient dépourvues.
Toujours artiste, malgré son extrême dévotion, il tournait volontiers les yeux vers ces magnifiques montagnes, où, à l'aube de sa vie, son génie s'était inspiré. Il acheta à cet effet l'ancienne maison des moines Antonins, située sur le sommet du mont des Kattes ; il y installa des frères de la doctrine chrétienne, qui commencèrent heureusement son œuvre ; mais l'extrême pauvreté du pays appelait des améliorations matérielles préalables; bien que déjà détaché de la terre, par sa vie ascétique, avant de se donner à Dieu, il comprit qu'il fallait tirer parti du sol ingrat de la montagne, qu'il fallait apprendre aux habitants quelles ressources procure le travail, quelles miraculeuses transformations des soins répétés peuvent apporter à des terres en apparence stériles.
Ruyssen traita avec les Trappistes de la maison du Gard, près Amiens ; il leur abandonna les constructions et les terres, et, retire dans une sorte d'ermitage, sur le flanc de la montagne, il ne songea plus qu'à Dieu, qui le reçut dans son sein le 17 mai 1826.
Il était âgé de 69 ans.
Ruyssen mourut sans avoir pu jouir complètement du bien qu'il avait fait, mais son œuvre lui a survécu.
Si les toiles assez nombreuses dues à son pinceau, plus correct qu'élégant, sont dispersées ou détruites ; si sa méthode si sûre de dessin a disparu avec les élèves qu'elle a formés, si l'auréole de l'artiste enfin a pâli avec le temps, il y a quelque chose qui ne s'effacera jamais, c'est la gloire de l'enfant du peuple qui sut s'élever par son mérite, c'est la reconnaissance qu'il témoigna toute sa vie pour ses bienfaiteurs, c'est son amour éclairé pour son pays qui le porta à le doter d'un établissement fondé sur le travail et la prière.
Vous me pardonnerez cette digression, Messieurs, j'ai cru que quelques détails sur la vie de Ruyssen résumeraient heureusement la pensée qui me dominait.
Ruyssen n'est-il pas le type dans lequel on rencontre la foi dans la science et dans l'art, avec les vertus qui complètent le savant et l'artiste? C’est en s'appuyant sur ces solides soutiens qu'il est arrivé à la fortune, à la gloire.
Ayons donc foi en la science ; aimons-là, cultivons-là pour le bien qu'elle nous procure et pour le bien qu'elle nous permet de faire.
La science, d’ailleurs, contribue à rendre l'homme meilleur, elle le conduit de progrès en progrès à cette perfectibilité qui est essentiellement dans sa nature, et qui, si nous en croyons un ingénieux écrivain, peut ouvrir pour nous, dans l'avenir, cet âge d'or qu'une fiction désespérante avait jusqu'ici relégué en arrière dans les siècles écoulés.

Legrand président de la Société. »

Mémoires de la Société royale des sciences, de l'agriculture et des arts de Lille, année 1851, Lille, Paris, 1852, p. X, XI.
1. ↑  Pecori jam gratior timbra est.
2. ↑  M. Villemain.